# 法耶 (阿韦龙省)
法耶（法語：Fayet，法語發音：[fajɛ]）是法国阿韦龙省的一个市镇，属于米约区。该市镇2009年时的人口为257人。

## 人口
法耶人口变化图示
| 数据来源：INSEE |